# Miconia cordifolia
Miconia cordifolia är en tvåhjärtbladig växtart som beskrevs av John Julius Wurdack. Miconia cordifolia ingår i släktet Miconia och familjen Melastomataceae.
Artens utbredningsområde är Colombia. Inga underarter finns listade i Catalogue of Life.